# Декадрахма
Декадрахма (др.-греч. δεκάδραχμον; греч. δεκα — десять, δραχμη — драхма) — в Древней Греции и её колониях (Сиракузы, Акрагант) большая серебряная десятидрахмовая монета, самый крупный древнегреческий серебряный номинал весом около 43 г.
Декадрахма больше похожа на медаль, чем на монету. Наиболее известна декадрахма Сиракуз (Сицилия) — так называемый дамаретейон (или демаретейон).
Декадрахма — одна из кратных денежных единиц, в числе которых додекадрахма (12 драхм), декадрахма (10 драхм), октадрахма (8 драхм), пентадрахма (5 драхм), тетрадрахма (4 драхмы), тридрахма (3 драхмы) и дидрахма (2 драхмы).

## История чеканки
Декадрахма чеканилась в Афинах, Сиракузах и Акраганте, а также Александром Македонским (336—323). Выпускалась очень редко, по случаю значительных событий, например военной победы. Сохранилось только небольшое количество декадрахм.
Монета изготавливалась ведущими граверами. Для больших сиракузских серий декадрахмы характерны надписи мастеров-художников.
Очень редкой и потому очень ценной считается сегодня афинская декадрахма, выбитая в честь Олимпиады 480 года до нашей эры.